# Yūta Takahashi
Yūta Takahashi (高橋 優太?, Takahashi Yūta; Tokyo, 31 maggio 1984) è un attore e modello giapponese.
Membro del gruppo Naked Boyz fondato nel 2010, ha iniziato la carriera nel mondo del cinbema nel 2008 recitando nel film Taiikukan Baby.
Si è poi cimentato in film basati su storie a sfondo yaoi come Takumi-kun series 2 - Niji iro no garasu e Junjō.

## Filmografia
- Taiikukan Baby (2008)
- Hanazakari no kimitachi e - Ikemen Paradaisu, nell'episodio "Hana-Kimi SP: Sotsugyoshiki & 7 to 1/2 wa Special" (2008)
- Takumi-kun series 2 - Niji iro no garasu (2009)
- Tsuki to uso to satsujin (2010)
- Junjō (2010)